# Liste der Baudenkmale in Schellerten
In der Liste der Baudenkmale in Schellerten sind alle Baudenkmale der niedersächsischen Gemeinde Schellerten aufgelistet. Die Quelle der Baudenkmale ist der Denkmalatlas Niedersachsen. Der Stand der Liste ist der 2. März 2021.
In den Spalten befinden sich folgende Informationen:
- Lage: die Adresse des Baudenkmales und die geographischen Koordinaten. Kartenansicht, um Koordinaten zu setzen. In der Kartenansicht sind Baudenkmale ohne Koordinaten mit einem roten Marker dargestellt und können in der Karte gesetzt werden. Baudenkmale ohne Bild sind mit einem blauen Marker gekennzeichnet, Baudenkmale mit Bild mit einem grünen Marker.
- Bezeichnung: Bezeichnung des Baudenkmales
- Beschreibung: die Beschreibung des Baudenkmales. Unter § 3 Abs. 2 NDSchG werden Einzeldenkmale und unter § 3 Abs. 3 NDSchG Gruppen baulicher Anlagen und deren Bestandteile ausgewiesen.
- ID: die Objekt-ID des Baudenkmales
- Bild: ein Bild des Baudenkmales, ggf. zusätzlich mit einem Link zu weiteren Fotos des Baudenkmals im Medienarchiv Wikimedia Commons. Wenn man auf das Kamerasymbol klickt, können Fotos zu Baudenkmalen aus dieser Liste hochgeladen werden:

## Schellerten

### Gruppe: Rathausstraße 1, zusammen mit Kirche
Die Gruppe „Rathausstraße 1, zusammen mit Kirche“ hat die ID 34459730.

| Lage                                       | Bezeichnung | Beschreibung | ID       | Bild |
| ------------------------------------------ | ----------- | ------------ | -------- | ---- |
| Farmser Straße 52° 10′ 56″ N, 10° 6′ 5″ O  | Kirche      |              | 34536048 | BW   |
| Farmser Straße 52° 10′ 55″ N, 10° 6′ 4″ O  | Kirchhof    |              | 34537103 | BW   |
| Farmser Straße 52° 10′ 56″ N, 10° 6′ 3″ O  | Grabmal     | von 1863     | 34536074 | BW   |
| Rathausstraße 1 52° 10′ 56″ N, 10° 6′ 7″ O | Schule      |              | 34536944 | BW   |

### Gruppe: Hofanlage, Farmser Straße 30
Die Gruppe „Hofanlage, Farmser Straße 30“ hat die ID 34458638.

| Lage                                         | Bezeichnung        | Beschreibung | ID       | Bild |
| -------------------------------------------- | ------------------ | ------------ | -------- | ---- |
| Farmser Straße 30 52° 10′ 56″ N, 10° 6′ 0″ O | Wirtschaftsgebäude |              | 34537873 | BW   |
| Farmser Straße 30 52° 10′ 55″ N, 10° 6′ 0″ O | Wohngebäude        |              | 34537408 | BW   |
| Farmser Straße 30 52° 10′ 55″ N, 10° 6′ 1″ O | Wirtschaftsgebäude |              | 34537718 | BW   |
| Farmser Straße 30 52° 10′ 55″ N, 10° 6′ 2″ O | Wirtschaftsgebäude |              | 34537563 | BW   |

### Gruppe: Hofanlage Dorfstraße 15
Die Gruppe „Hofanlage Dorfstraße 15“ hat die ID 34459882.

| Lage                                    | Bezeichnung              | Beschreibung | ID       | Bild |
| --------------------------------------- | ------------------------ | ------------ | -------- | ---- |
| Dorfstraße 15 52° 11′ 7″ N, 10° 6′ 9″ O | Wohn-/Wirtschaftsgebäude |              | 34537051 | BW   |
| Dorfstraße 15 52° 11′ 7″ N, 10° 6′ 9″ O | Scheune                  |              | 34537077 | BW   |

### Einzelbaudenkmale
| Lage                                                  | Bezeichnung | Beschreibung | ID       | Bild |
| ----------------------------------------------------- | ----------- | ------------ | -------- | ---- |
| Bundesstraße 1, km 12.450 52° 11′ 27″ N, 10° 6′ 29″ O | Gedenkstein |              | 34533764 | BW   |

## Bettmar

### Gruppe: Wohnhaus mit Schmiede, Hildesheimer Straße 16
Die Gruppe „Wohnhaus mit Schmiede, Hildesheimer Straße 16“ hat die ID 34459648.

| Lage                                               | Bezeichnung | Beschreibung | ID       | Bild |
| -------------------------------------------------- | ----------- | ------------ | -------- | ---- |
| Hildesheimer Straße 16 52° 10′ 17″ N, 10° 2′ 16″ O | Wohnhaus    |              | 34536284 | BW   |
| Hildesheimer Straße 16 52° 10′ 16″ N, 10° 2′ 18″ O | Schmiede    |              | 34536309 | BW   |

### Gruppe: Hofanlage, Hildesheimer Straße 20
Die Gruppe „Hofanlage, Hildesheimer Straße 20“ hat die ID 34458652.

| Lage                                               | Bezeichnung        | Beschreibung | ID       | Bild |
| -------------------------------------------------- | ------------------ | ------------ | -------- | ---- |
| Hildesheimer Straße 20 52° 10′ 19″ N, 10° 2′ 22″ O | Wohngebäude        |              | 34537297 | BW   |
| Hildesheimer Straße 20 52° 10′ 19″ N, 10° 2′ 22″ O | Wirtschaftsgebäude |              | 34537452 | BW   |
| Hildesheimer Straße 20 52° 10′ 18″ N, 10° 2′ 22″ O | Wirtschaftsgebäude |              | 34537607 | BW   |

### Gruppe: Pfarrhaus Turmstraße 15
Die Gruppe „Pfarrhaus Turmstraße 15“ hat die ID 34458867.

| Lage                                      | Bezeichnung | Beschreibung | ID       | Bild |
| ----------------------------------------- | ----------- | ------------ | -------- | ---- |
| Turmstraße 15 52° 10′ 10″ N, 10° 2′ 25″ O | Pfarrhaus   |              | 34536404 | BW   |

### Einzelbaudenkmale
| Lage                                             | Bezeichnung    | Beschreibung | ID       | Bild |
| ------------------------------------------------ | -------------- | --- | -------- | ---- |
| Hildesheim Straße 18 52° 10′ 17″ N, 10° 2′ 19″ O | Herrenhaus     | | 34534095 | BW   |
| Turmstraße 52° 10′ 15″ N, 10° 2′ 21″ O           | Kriegerdenkmal | 1914/18 | 34534197 |      |
| Katharinenstraße 8 52° 10′ 14″ N, 10° 2′ 14″ O   | Wohnhaus       | | 34534157 | BW   |
| Katharinenstraße 13 52° 10′ 13″ N, 10° 2′ 18″ O  | Wohnhaus       | | 34534177 | BW   |
| Turmstraße 15 52° 10′ 13″ N, 10° 2′ 25″ O        | Kirche         | Der Turm der evangelischen Kirche stammt wahrscheinlich aus dem 13. Jahrhundert. Der Saalbau im barocken Stil wurde im Jahr 1766 umgestaltet. Im Inneren befindet sich ein Kanzelaltar und eine Empore aus dem Jahr 1766. Bei einer Renovierung von 1985 bis 1986 wurde die Farbfassung aus dem Jahr 1766 freigelegt. | 34534239 |      |
| Im schwarzen Felde 52° 10′ 17″ N, 10° 2′ 8″ O    | Wegekreuz      | | 34534116 | BW   |

## Dingelbe

### Gruppe: Hofanlage, Südstraße 2
Die Gruppe „Hofanlage, Südstraße 2“ hat die ID 34458666.

| Lage                                   | Bezeichnung        | Beschreibung | ID       | Bild |
| -------------------------------------- | ------------------ | ------------ | -------- | ---- |
| Südstraße 2 52° 10′ 27″ N, 10° 8′ 8″ O | Toranlage          |              | 34537630 | BW   |
| Südstraße 2 52° 10′ 27″ N, 10° 8′ 9″ O | Wohnhaus           |              | 34537475 | BW   |
| Südstraße 2 52° 10′ 27″ N, 10° 8′ 9″ O | Wirtschaftsgebäude |              | 34537320 | BW   |

### Einzelbaudenkmale
| Lage                                                   | Bezeichnung    | Beschreibung               | ID       | Bild |
| ------------------------------------------------------ | -------------- | -------------------------- | -------- | ---- |
| Südstraße 4 52° 10′ 26″ N, 10° 8′ 10″ O                | Wohnhaus       |                            | 34534445 | BW   |
| Konrad-Adenauer-Straße 22 52° 10′ 27″ N, 10° 8′ 3″ O   | Wohnhaus       |                            | 34534385 | BW   |
| Hinter dem Dorfe 52° 10′ 30″ N, 10° 7′ 52″ O           | Bildstock      | Tabernakelpfeilerbildstock | 34534302 | BW   |
| Konrad-Adenauer-Straße 13 52° 10′ 24″ N, 10° 7′ 56″ O  | Schule         |                            | 34534365 | BW   |
| Konrad-Adenauer-Straße 12a 52° 10′ 23″ N, 10° 7′ 53″ O | Kirche         |                            | 34534344 | BW   |
| Hinter dem Dorfe 52° 10′ 22″ N, 10° 7′ 49″ O           | Bildstock      |                            | 34534281 | BW   |
| Konrad-Adenauer-Straße 52° 10′ 23″ N, 10° 7′ 58″ O     | Kriegerdenkmal |                            | 34534323 | BW   |

## Dinklar

### Gruppe: Pfarrkirche, Klosterschule ehemalige, An der Kirche
Die Gruppe „Pfarrkirche, Klosterschule ehemalige, An der Kirche“ hat die ID 34458680.

| Lage                                      | Bezeichnung   | Beschreibung                            | ID       | Bild |
| ----------------------------------------- | ------------- | --------------------------------------- | -------- | ---- |
| An der Kirche 52° 9′ 49″ N, 10° 3′ 59″ O  | Kirche        | Kath. Pfarrkirche St. Stephanus Dinklar | 34536447 |      |
| An der Kirche 52° 9′ 50″ N, 10° 4′ 0″ O   | Friedhof      |                                         | 34536470 | BW   |
| An der Kirche 3 52° 9′ 50″ N, 10° 4′ 2″ O | Schule        | Volksschule von 1910                    | 34536492 | BW   |
| An der Kirche 4 52° 9′ 50″ N, 10° 4′ 2″ O | Klosterschule |                                         | 34536515 | BW   |
| An der Kirche 5 52° 9′ 48″ N, 10° 4′ 1″ O | Nebengebäude  |                                         | 34536561 | BW   |
| An der Kirche 5 52° 9′ 47″ N, 10° 4′ 1″ O | Pfarrhaus     |                                         | 34536539 | BW   |
| Mühlenstraße 7 52° 9′ 47″ N, 10° 3′ 59″ O | Schule        |                                         | 34536583 | BW   |

### Einzelbaudenkmale
| Lage                                             | Bezeichnung              | Beschreibung               | ID       | Bild |
| ------------------------------------------------ | ------------------------ | -------------------------- | -------- | ---- |
| Breite Straße 6 52° 9′ 51″ N, 10° 3′ 55″ O       | Wohn-/Wirtschaftsgebäude |                            | 34534507 | BW   |
| Breite Straße 6 52° 9′ 51″ N, 10° 3′ 55″ O       | Baumbestand              |                            | 34535419 | BW   |
| Breite Straße 6 52° 9′ 51″ N, 10° 3′ 56″ O       | Staketzaun               |                            | 34535571 | BW   |
| Bischof Gerhard Straße 52° 9′ 57″ N, 10° 4′ 2″ O | Bildstock                | Tabernakelpfeilerbildstock | 34534465 | BW   |
| Kleine Seite 26 52° 10′ 1″ N, 10° 3′ 54″ O       | Wohn-/Geschäftshaus      |                            | 34534612 | BW   |
| Kleine Seite 52° 10′ 4″ N, 10° 3′ 40″ O          | Bildstock                | Tabernakelpfeilerbildstock | 34534591 | BW   |
| Große Seite 34 52° 9′ 52″ N, 10° 3′ 44″ O        | Wohnhaus                 |                            | 34534550 | BW   |
| Große Seite 52° 9′ 44″ N, 10° 3′ 53″ O           | Bildstock                | Tabernakelpfeilerbildstock | 34534528 | BW   |
| Große Seite 52° 9′ 44″ N, 10° 3′ 53″ O           | Baubestand               |                            | 34535505 | BW   |
| Große Seite 52° 10′ 8″ N, 10° 3′ 14″ O           | Bildstock                | Tabernakelpfeilerbildstock | 34534570 | BW   |

## Farmsen

### Gruppe: Hofanlage, Heerstraße 24
Die Gruppe „Hofanlage, Heerstraße 24“ hat die ID 34458694.

| Lage                                     | Bezeichnung          | Beschreibung | ID       | Bild |
| ---------------------------------------- | -------------------- | ------------ | -------- | ---- |
| Heerstraße 24 52° 10′ 7″ N, 10° 5′ 38″ O | Wohnhaus             |              | 34537342 | BW   |
| Heerstraße 24 52° 10′ 7″ N, 10° 5′ 40″ O | unbestimmtes Gebäude |              | 34537652 | BW   |
| Heerstraße 24 52° 10′ 6″ N, 10° 5′ 38″ O | Wirtschaftsgebäude   |              | 34537497 | BW   |

### Einzelbaudenkmale
| Lage                                             | Bezeichnung | Beschreibung               | ID       | Bild |
| ------------------------------------------------ | ----------- | -------------------------- | -------- | ---- |
| Heerstraße 22 52° 10′ 7″ N, 10° 5′ 36″ O         | Bildstock   | Tabernakelpfeilerbildstock | 34534759 | BW   |
| Heerstraße 5 52° 10′ 8″ N, 10° 5′ 33″ O          | Bildstock   | Tabernakelpfeilerbildstock | 34534738 | BW   |
| An der Marienkirche 1 52° 10′ 5″ N, 10° 5′ 29″ O | Kapelle     |                            | 34534675 | BW   |
| Gartenstraße 52° 10′ 2″ N, 10° 5′ 36″ O          | Bildstcck   | Tabernakelpfeilerbildstock | 34534696 | BW   |

## Garmissen-Garbolzum

### Gruppe: Hofanlage, Ritterstraße 63
Die Gruppe „Hofanlage, Ritterstraße 63“ hat die ID 34459730.

| Lage                                        | Bezeichnung   | Beschreibung | ID       | Bild |
| ------------------------------------------- | ------------- | ------------ | -------- | ---- |
| Ritterstraße 63 52° 12′ 24″ N, 10° 6′ 37″ O | Scheune       |              | 34536788 | BW   |
| Ritterstraße 63 52° 12′ 23″ N, 10° 6′ 39″ O | Scheune       |              | 34536742 | BW   |
| Ritterstraße 63 52° 12′ 22″ N, 10° 6′ 38″ O | Stall/Scheune |              | 34536765 | BW   |
| Ritterstraße 63 52° 12′ 23″ N, 10° 6′ 35″ O | Haupthaus     |              | 34536719 | BW   |

### Gruppe: Wassermühle, Oedelumer Straße 3
Die Gruppe „Wassermühle, Oedelumer Straße 3“ hat die ID 34458708.

| Lage                                           | Bezeichnung | Beschreibung | ID       | Bild |
| ---------------------------------------------- | ----------- | ------------ | -------- | ---- |
| Oedelumer Straße 3 52° 12′ 24″ N, 10° 6′ 31″ O | Scheune     |              | 34536651 | BW   |
| Oedelumer Straße 3 52° 12′ 25″ N, 10° 6′ 32″ O | Scheune     |              | 34536674 | BW   |
| Oedelumer Straße 3 52° 12′ 25″ N, 10° 6′ 31″ O | Wassermühle |              | 34536628 | BW   |

### Gruppe: Hofanlage, Oedelumer Straße 20
Die Gruppe „Hofanlage, Oedelumer Straße 20“ hat die ID 34537364.

| Lage                                            | Bezeichnung          | Beschreibung | ID       | Bild |
| ----------------------------------------------- | -------------------- | ------------ | -------- | ---- |
| Oedelumer Straße 20 52° 12′ 29″ N, 10° 6′ 42″ O | Wohnhaus             |              | 34537364 | BW   |
| Oedelumer Straße 20 52° 12′ 29″ N, 10° 6′ 43″ O | unbestimmtes Gebäude |              | 34537519 | BW   |
| Oedelumer Straße 20 52° 12′ 28″ N, 10° 6′ 42″ O | Wirtschaftsgebäude   |              | 34537674 | BW   |

### Einzelbaudenkmale
| Lage                                           | Bezeichnung              | Beschreibung | ID       | Bild |
| ---------------------------------------------- | ------------------------ | ------------ | -------- | ---- |
| Dingelber Straße 2 52° 11′ 35″ N, 10° 7′ 13″ O | Wohnhaus                 |              | 34534801 | BW   |
| Dingelber Straße 2 52° 11′ 34″ N, 10° 7′ 8″ O  | Fabrikgebäude            |              | 34535265 | BW   |
| Dingelber Straße 8 52° 11′ 31″ N, 10° 7′ 6″ O  | Empfangsgebäude          |              | 34534821 | BW   |
| Dingelber Straße 8 52° 11′ 31″ N, 10° 7′ 5″ O  | Güterschuppen            |              | 34535351 | BW   |
| Adlumer Straße 11 52° 12′ 23″ N, 10° 6′ 15″ O  | Wohn-/Wirtschaftsgebäude |              | 34533993 | BW   |
| Inselweg 5 52° 12′ 23″ N, 10° 6′ 20″ O         | Scheune                  |              | 34534054 | BW   |
| Inselweg 5 52° 12′ 23″ N, 10° 6′ 21″ O         | Wohnhaus                 |              | 34534034 | BW   |
| Kastanienstraße 3 52° 12′ 26″ N, 10° 6′ 31″ O  | Scheune                  |              | 34534865 | BW   |
| Geeren 6 52° 12′ 28″ N, 10° 6′ 38″ O           | Wohn-/Wirtschaftsgebäude |              | 34534845 | BW   |
| Ritterstraße 51 52° 12′ 17″ N, 10° 6′ 42″ O    | Kirche                   |              | 34534927 | BW   |
| Ritterstraße 42 52° 12′ 17″ N, 10° 6′ 47″ O    | Wohnhaus                 |              | 34534907 | BW   |
| Ritterstraße 52° 12′ 14″ N, 10° 6′ 52″ O       | Kriegerdenkmal           | 1914/18      | 34534886 | BW   |

## Kemme

### Gruppe: Hofanlage, Untere Straße 47
Die Gruppe „Hofanlage, Untere Straße 47“ hat die ID 34458764.

| Lage                                        | Bezeichnung          | Beschreibung | ID       | Bild |
| ------------------------------------------- | -------------------- | ------------ | -------- | ---- |
| Untere Straße 47 52° 10′ 43″ N, 10° 4′ 6″ O | Wohnhaus             |              | 34537386 | BW   |
| Untere Straße 47 52° 10′ 43″ N, 10° 4′ 7″ O | Unbestimmtes Gebäude |              | 34537541 | BW   |

### Gruppe: Pfarrhof, Untere Straße 7
Die Gruppe „Pfarrhof, Untere Straße 7“ hat die ID 34458750.

| Lage                                        | Bezeichnung | Beschreibung | ID       | Bild |
| ------------------------------------------- | ----------- | ------------ | -------- | ---- |
| Untere Straße 7 52° 10′ 48″ N, 10° 4′ 24″ O | Pfarrhaus   |              | 34536811 | BW   |
| Untere Straße 7 52° 10′ 48″ N, 10° 4′ 25″ O | Scheune     |              | 34536833 | BW   |

### Einzelbaudenkmale
| Lage                                              | Bezeichnung | Beschreibung           | ID       | Bild |
| ------------------------------------------------- | ----------- | ---------------------- | -------- | ---- |
| Bundesstraße 1, Nr. 40 52° 10′ 49″ N, 10° 4′ 6″ O | Wohnhaus    |                        | 34534949 | BW   |
| Untere Straße 12 52° 10′ 47″ N, 10° 4′ 17″ O      | Wohnhaus    |                        | 34535054 | BW   |
| Mittelstraße 20 52° 10′ 50″ N, 10° 4′ 18″ O       | Wohnhaus    |                        | 34535012 | BW   |
| Mittelstraße 52° 10′ 52″ N, 10° 4′ 26″ O          | Kirche      | St.-Georg-Kirche Kemme | 34534969 |      |

## Oedelum

### Einzelbaudenkmale
| Lage                                             | Bezeichnung    | Beschreibung | ID       | Bild |
| ------------------------------------------------ | -------------- | ------------ | -------- | ---- |
| Hoheneggelser Straße 52° 13′ 29″ N, 10° 7′ 32″ O | Kriegerdenkmal | 1914/1918    | 34535156 | BW   |
| Hoheneggelser Straße 52° 13′ 29″ N, 10° 7′ 32″ O | Baumbestand    |              | 34535527 | BW   |
| Backhausstraße 52° 13′ 34″ N, 10° 7′ 33″ O       | Kirche         |              | 34535115 |      |
| Backhausstraße 24 52° 13′ 36″ N, 10° 7′ 39″ O    | Wohnhaus       |              | 34535136 | BW   |
| Am Heller 6 52° 13′ 29″ N, 10° 7′ 40″ O          | Teiche         |              | 34535095 | BW   |
| Am Heller 6 52° 13′ 28″ N, 10° 7′ 41″ O          | Herrenhaus     |              | 34535074 | BW   |

## Ottbergen

### Gruppe: Pfarrkirche, Kloster, Klosterstraße
Die Gruppe „Pfarrkirche, Kloster, Klosterstraße“ hat die ID 34458792.

| Lage                                       | Bezeichnung   | Beschreibung | ID       | Bild           |
| ------------------------------------------ | ------------- | --- | -------- | -------------- |
| Klosterstraße 52° 9′ 5″ N, 10° 5′ 7″ O     | Kirche        | Die katholische Wallfahrtskapelle wurde 1727 erbaut. Der Turm und die Vorhalle wurde 1905 nach Plänen von Chr. Hehl hinzugefügt. Das Wandelkreuz, welches wahrscheinlich zu Beginn des 17. Jahrhunderts entstanden ist, ist eine Leihgabe aus der Kirche St. Mauritius, Hildesheim. | 34535958 | Weitere Bilder |
| Klosterstraße 1 52° 9′ 6″ N, 10° 5′ 8″ O   | Wohnhaus      | | 34535981 | BW             |
| Klosterstraße 11 52° 9′ 6″ N, 10° 5′ 13″ O | Kloster       | | 34536003 | BW             |
| Klosterstraße 11 52° 9′ 7″ N, 10° 5′ 16″ O | Klostergarten | | 34536025 | BW             |

### Gruppe: Wallfahrts-Kapelle, Kreuzweg-Stationen, Kapellen-Berg
Die Gruppe „Wallfahrts-Kapelle, Kreuzweg-Stationen, Kapellen-Berg“ hat die ID 34458778.

| Lage                                     | Bezeichnung     | Beschreibung | ID       | Bild           |
| ---------------------------------------- | --------------- | ------------ | -------- | -------------- |
| Kapellen-Berg 52° 8′ 37″ N, 10° 5′ 6″ O  | Kapelle         |              | 34536877 | BW             |
| Kapellen-Berg 52° 8′ 47″ N, 10° 4′ 59″ O | Kreuzwegstation |              | 34537251 | BW             |
| Kapellen-Berg 52° 8′ 48″ N, 10° 5′ 0″ O  | Kreuzwegstation |              | 34535867 | BW             |
| Kapellen-Berg 52° 8′ 44″ N, 10° 5′ 1″ O  | Kreuzwegstation |              | 34535637 | BW             |
| Kapellen-Berg 52° 8′ 42″ N, 10° 5′ 3″ O  | Kreuzwegstation |              | 34535660 | BW             |
| Kapellen-Berg 52° 8′ 40″ N, 10° 5′ 3″ O  | Kreuzwegstation |              | 34535683 | BW             |
| Kapellen-Berg 52° 8′ 38″ N, 10° 5′ 4″ O  | Kreuzwegstation |              | 34535706 | BW             |
| Kapellen-Berg 52° 8′ 38″ N, 10° 5′ 5″ O  | Kreuzwegstation |              | 34535729 | BW             |
| Kapellen-Berg 52° 8′ 45″ N, 10° 5′ 0″ O  | Kreuzwegstation |              | 34535752 | BW             |
| Kapellen-Berg 52° 8′ 37″ N, 10° 5′ 5″ O  | Kreuzwegstation |              | 34535775 | BW             |
| Kapellen-Berg 52° 8′ 37″ N, 10° 5′ 5″ O  | Kreuzwegstation |              | 34535798 | BW             |
| Kapellen-Berg 52° 8′ 36″ N, 10° 5′ 6″ O  | Kreuzwegstation |              | 34535821 | BW             |
| Kapellen-Berg 52° 8′ 37″ N, 10° 5′ 7″ O  | Kreuzwegstation |              |          | BW             |
| Kapellen-Berg 52° 8′ 37″ N, 10° 5′ 7″ O  | Kreuzwegstation |              | 34535844 | BW             |
| Kapellen-Berg 52° 8′ 38″ N, 10° 5′ 5″ O  | Grotte          |              | 34535890 | Weitere Bilder |
| Kapellen-Berg 52° 8′ 51″ N, 10° 4′ 58″ O | Allee           |              | 34535912 |                |
| Kapellen-Berg 52° 8′ 37″ N, 10° 5′ 7″ O  | Einfriedung     |              |          | BW             |

### Einzelbaudenkmale
| Lage                                        | Bezeichnung    | Beschreibung               | ID       | Bild |
| ------------------------------------------- | -------------- | -------------------------- | -------- | ---- |
| Osterstraße 52° 9′ 5″ N, 10° 5′ 18″ O       | Bildstock      | Tabernakelpfeilerbildstock | 34533701 | BW   |
| Wöhler Straße 12 52° 8′ 58″ N, 10° 4′ 54″ O | Schmiede       |                            | 34535199 | BW   |
| Stadtweg 52° 9′ 0″ N, 10° 4′ 45″ O          | Bildstock      | Breitpfeilerbildstock      | 34533743 | BW   |
| Kapellenweg 52° 8′ 51″ N, 10° 4′ 56″ O      | Kriegerdenkmal |                            | 34535935 | BW   |

## Wendhausen

### Gruppe: Gutsanlage, Wenser-Berg-Straße
Die Gruppe „Gutsanlage, Wenser-Berg-Straße“ hat die ID 34458807.

| Lage                                        | Bezeichnung | Beschreibung | ID       | Bild |
| ------------------------------------------- | ----------- | ------------ | -------- | ---- |
| Wenser-Berg-Straße 52° 8′ 7″ N, 10° 4′ 4″ O | Herrenhaus  |              | 34536143 | BW   |
| Wenser-Berg-Straße 52° 8′ 6″ N, 10° 4′ 5″ O | Wohnhaus    |              | 34536165 | BW   |

### Einzelbaudenkmale
| Lage                                      | Bezeichnung | Beschreibung                 | ID       | Bild |
| ----------------------------------------- | ----------- | ---------------------------- | -------- | ---- |
| Pastorenbrink 2 52° 7′ 55″ N, 10° 4′ 1″ O | Kirche      | St.-Thomas-Kirche Wendhausen | 34533824 |      |

## Wöhle

### Gruppe: Kirche, Pfarrhaus ehemalig, Cosmas-Damian-Straße
Die Gruppe „Kirche, Pfarrhaus ehemalig, Cosmas-Damian-Straße“ hat die ID 34458838.

| Lage                                              | Bezeichnung | Beschreibung                 | ID       | Bild           |
| ------------------------------------------------- | ----------- | ---------------------------- | -------- | -------------- |
| Cosmas-Damian-Straße 52° 8′ 47″ N, 10° 7′ 42″ O   | Kirche      | Kirche St. Cosmas und Damian | 34536215 | Weitere Bilder |
| Cosmas-Damian-Straße 52° 8′ 47″ N, 10° 7′ 40″ O   | Friedhof    |                              | 34536239 |                |
| Cosmas-Damian-Straße 2 52° 8′ 48″ N, 10° 7′ 43″ O | Pfarrhaus   |                              | 34536262 | BW             |

### Gruppe: Hofanlage, Wallstraße 2
Die Gruppe „Hofanlage, Wallstraße 2“ hat die ID 34458853.

| Lage                                    | Bezeichnung        | Beschreibung | ID       | Bild |
| --------------------------------------- | ------------------ | ------------ | -------- | ---- |
| Wallstraße 2 52° 8′ 43″ N, 10° 7′ 42″ O | Wohnhaus           |              | 34537430 | BW   |
| Wallstraße 2 52° 8′ 43″ N, 10° 7′ 42″ O | Wirtschaftsgebäude |              | 34537585 | BW   |

### Einzelbaudenkmale
| Lage                                                      | Bezeichnung | Beschreibung               | ID       | Bild |
| --------------------------------------------------------- | ----------- | -------------------------- | -------- | ---- |
| Dammweg 52° 8′ 50″ N, 10° 7′ 31″ O                        | Wegekreuz   |                            | 34533866 | BW   |
| Dammweg 52° 8′ 50″ N, 10° 7′ 30″ O                        | Baumgruppe  |                            | 34535398 | BW   |
| Freiherr-von-Wobbersnow-Straße 52° 8′ 52″ N, 10° 7′ 51″ O | Bildstock   | Tabernakelpfeilerbildstock | 34533950 | BW   |
| Freiherr-von-Wobbersnow-Straße 52° 8′ 52″ N, 10° 7′ 51″ O | Zaun        |                            | 34535549 | BW   |
| Försterweg 52° 8′ 37″ N, 10° 7′ 54″ O                     | Bildstock   | Tabernakelpfeilerbildstock | 34533887 | BW   |
| Försterweg 52° 8′ 37″ N, 10° 7′ 54″ O                     | Zaun        |                            | 34535308 | BW   |